# Roman Sabiński

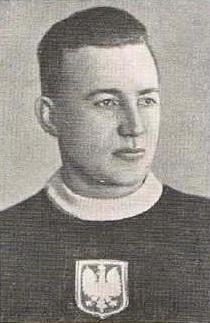

Roman Sabiński, född 28 december 1908 i Lviv, död i 28 juni 1978 i Manchester, var en polsk ishockeyspelare. Han var med i det polska ishockeylandslaget som kom på fjärde plats 1932 i Lake Placid. 